# Міжнародні дні ООН
Міжнародні дні ООН — офіційно встановлені ООН міжнародні пам'ятні дні. Це — один з видів спеціальних заходів і пам'ятних дат ООН. В основному міжнародні пам'ятні дні засновуються резолюціями Генеральної Асамблеї ООН. Як правило, щорічно на кожен міжнародний день вибирається своя тема дня.
У 1950 році Генеральна Асамблея ООН підтримала ідею проведення першого міжнародного дня — Дня прав людини, — запропонувавши відзначати його щорічно 10 грудня. Резолюція ГА ООН 423 (V) «запропонувала всім країнам і зацікавленим організаціям …, відзначати це свято на честь проголошення Загальної декларації прав людини Генеральною Асамблеєю 10 грудня 1948 року і множити свої зусилля в цій галузі людського прогресу».

## Січень
- 4 січня — Всесвітній день азбуки Брайля (A/RES/73/161)
- 24 січня — Міжнародний день освіти (A/RES/73/25)
- 27 січня — Міжнародний день пам'яті жертв Голокосту (A/RES/60/7)

## Лютий
- 2 лютого — Всесвітній день водно-болотних угідь (A/RES/75/317)
- 4 лютого — Всесвітній день боротьби проти раку (ВООЗ)
- 4 лютого — Міжнародний день людського братства (A/RES/75/200)
- 6 лютого — Міжнародний день нетерпимого ставлення до операцій на жіночих статевих органах, що калічать (A/RES/67/146)[1]
- 10 лютого — Всесвітній день зернобобових (A/RES/73/251)
- 11 лютого — Міжнародний день жінок і дівчат в науці (A/RES/70/212)[2]
- 13 лютого — Всесвітній день радіо (A/RES/67/124)
- 20 лютого — Всесвітній день соціальної справедливості (A/RES/62/10)
- 21 лютого — Міжнародний день рідної мови (ЮНЕСКО) (A/RES/56/262) (30C/62)

## Березень
- 1 березня — Всесвітній день морських трав (A/RES/76/265)
- 1 березня — День «Нуль дискримінації» (ЮНЕЙДС)[3]
- 3 березня — Всесвітній день дикої природи (A/RES/68/205)[4]
- 5 березня — Міжнародний день просвіти з питань роззброєння та нерозповсюдження (A/RES/77/51)
- 8 березня — Міжнародний жіночий день
- 10 березня — Міжнародний день жінок-суддів (A/RES/75/274)
- 15 березня — Міжнародний день боротьби з ісламофобією (A/RES/76/254)
- 20 березня — Міжнародний день французької мови
- 21 березня — Міжнародний день щастя (A/RES/66/281)
- 21 березня — Всесвітній день людей з синдромом Дауна (A/RES/66/149)[5]
- 21 березня — Всесвітній день поезії (ЮНЕСКО)
- 21 березня — Міжнародний день боротьби за ліквідацію расової дискримінації (A/RES/2142 (XXI))[6]
- 21 березня — Міжнародний день Навруз (A/RES/64/253)[7]
- 21 березня — Міжнародний день лісу (A/RES/67/200)
- 22 березня — Всесвітній день водних ресурсів (A/RES/47/193)
- 23 березня — Всесвітній метеорологічний день (ВМО) (WMO/EC-XII/Res.6)
- 24 березня — Всесвітній день боротьби проти туберкульозу (ВООЗ)
- 24 березня — Міжнародний день права на встановлення істини щодо грубих порушень прав людини і гідності жертв (A/RES/65/196)[8]
- 25 березня — Міжнародний день пам'яті жертв рабства і трансатлантичної работоргівлі (A/RES/62/122)[9]
- 25 березня — Міжнародний день солідарності з працівниками, які утримуються під вартою і зниклими безвісти (A/RES/49/59)[10]

## Квітень
- 2 квітня — Всесвітній день розповсюдження інформації про проблему аутизму (A/RES/62/139)
- 4 квітня — Міжнародний день просвіти з питань мінної небезпеки і допомоги в діяльності, пов'язаної з розмінуванням(A/RES/60/97)[11]
- 6 квітня — Міжнародний день спорту на благо миру та розвитку (A/RES/67/296)[12]
- 7 квітня — Міжнародний день пам'яті про геноцид в Руанді (A/RES/60/225)[13]
- 7 квітня — Всесвітній день здоров'я (ВООЗ) (WHA/A.2/Res.35)
- 12 квітня — Міжнародний день польоту людини в космос (A/RES/65/271)[14]
- 14 квітня — Всесвітній день боротьби із хворобою Шагаса (ВООЗ)
- 20 квітня — Міжнародний день китайської мови
- 21 квітня — Всесвітній день творчості та інноваційної діяльності (англ. World Creativity and Innovation Day) (A/RES/71/284)[15](A/RES/71/284)
- 22 квітня — Міжнародний день Матері-Землі (A/RES/63/278)
- 23 квітня — Всесвітній день книги та авторського права (ЮНЕСКО; UNESCO 28 C/Resolution 3.18)
- 23 квітня — Міжнародний день англійської мови
- 23 квітня — Міжнародний день іспанської мови
- 24 квітня — Міжнародний день багатосторонності та дипломатії в ім'я миру (A/RES/73/127)
- 25 квітня — Всесвітній день боротьби проти малярії (ВООЗ)[16]
- 25 квітня — Міжнародний день делегата (A/RES/73/286)
- 26 квітня — Міжнародний день  пам'яті про чорнобильську катастрофу (A/RES/71/125)[17]
- 26 квітня — Міжнародний день інтелектуальної власності (ВОІВ)
- 28 квітня — Всесвітній день охорони праці (МОП)[18]
- 28 квітня — Міжнародний день «Дівчата в ІКТ» (Міжнародна спілка електрозв'язку)
- 30 квітня — Міжнародний день джазу (ЮНЕСКО; UNESCO 36 C/Resolution 39)

## Травень
- 2 травня — Всесвітній день тунця (A/RES/71/124)
- 3 травня — Всесвітній день свободи преси (UNESCO 26 C/Resolution 4.3)
- 5 травня — День Весак (A/RES/54/115)
- 8 травня — День пам'яті та примирення, присвячений пам'яті жертв Другої світової війни (A/RES/59/26)
- 10 травня — Міжнародний день арганії (A/RES/75/262 від 05.03.2021)[19]
- 12 травня — Міжнародний день охорони здоров'я рослин (A/RES/76/256)
- Друга субота травня — Всесвітній день мігруючих птахів (ЮНЕП)
- 15 травня — Міжнародний день сім'ї (A/RES/47/237)
- 16 травня — Міжнародний день мирного співіснування (A/RES/72/130)
- 16 травня — Міжнародний день світла (UNESCO, RES 39/16)
- 17 травня — Всесвітній день електрозв'язку та інформаційного суспільства (МСЕ) (A/RES/60/252)
- 20 травня — Всесвітній день бджіл (A/RES/72/211)
- 21 травня — Всесвітній день культурного різноманіття в ім'я діалогу та розвитку (A/RES/57/249)
- 21 травня — Міжнародний день чаю (A/RES/74/241)
- 22 травня — Міжнародний день біологічного різноманіття (A/RES/55/201)
- 23 травня — Міжнародний день по викоріненню акушерських свищів (A/RES/67/147)
- 29 травня — Міжнародний день миротворців (A/RES/57/129)
- 31 травня — Всесвітній день без тютюну (ВООЗ, RES 42/19)

## Червень
- 1 червня — Всесвітній день батьків (A/RES/66/292)
- 3 червня — Всесвітній день велосипеда (A/RES/72/272)
- 4 червня — Міжнародний день невинних дітей - жертв агресії (A/RES/ES-7/8)
- 5 червня — Всесвітній день охорони довкілля (A/RES/2994 (XXVII))
- 5 червня — Міжнародний день боротьби з незаконним, неповідомленим та нерегульованим промислом (A/RES/72/72)
- 6 червня — День російської мови в ООН
- 7 червня — Всесвітній день безпеки харчових продуктів (A/RES/73/250)
- 8 червня — Всесвітній день океанів (A/RES/63/111)
- 12 червня — Всесвітній день боротьби з дитячою працею (МОП)
- 13 червня — Міжнародний день поширення інформації про альбінізм (A/RES/69/170)
- 14 червня — Всесвітній день донора крові  (ВООЗ) (WHA58.13)
- 15 червня — Всесвітній день поширення інформації про зловживання відносно літніх людей (A/RES/66/127)
- 16 червня — Міжнародний день сімейних грошових переказів (МФСР) (GC 38/Resolution 189)
- 17 червня — Всесвітній день боротьби з опустеленням і посухою (A/RES/49/115)
- 18 червня — День стійкої гастрономії (A/RES/71/246)
- 18 червня — Міжнародний день боротьби з мовою ворожнечі (A/RES/75/309)
- 19 червня — Міжнародний день боротьби з сексуальним насильством в умовах конфлікту (A/RES/69/293)
- 20 червня — Всесвітній день біженців (A/RES/55/76)
- 21 червня — Міжнародний день йоги (A/RES/69/131)
- 23 червня — Міжнародний день вдів (A/RES/65/189)
- 23 червня — День державної служби ООН (A/RES/57/277)
- 24 червня — Міжнародний день жінок у дипломатії (A/RES/76/269)
- 25 червня — День моряка (Міжнародна морська організація) (STCW/CONF.2/DC.4)
- 26 червня — Міжнародний день боротьби зі зловживанням наркотиками й їхнім незаконним обігом (A/RES/42/112)
- 26 червня — Міжнародний день на підтримку жертв тортур (A/RES/52/149)
- 27 червня — День мікро-, малих та середніх підприємств (A/RES/71/279)
- 29 червня — Міжнародний день тропіків (A/RES/70/267)
- 30 червня — Міжнародний день астероїда (A/RES/71/90)
- 30 червня — Міжнародний день парламентаризму (A/RES/72/278)

## Липень
- Перша субота липня — Міжнародний день кооперативів (A/RES/47/90)
- 7 липня — Всесвітній день мови суахілі (ЮНЕСКО, 41 C/61)
- 11 липня — Всесвітній день народонаселення (A/RES/45/216)
- 15 липня — Всесвітній день навичок молоді (A/RES/69/145)
- 18 липня — Міжнародний день Нельсона Мандели (A/RES/64/13)
- 20 липня — Міжнародний день Місяця (A/RES/76/76)
- 20 липня — Міжнародний день шахів (A/RES/74/22)
- 25 липня — Всесвітній день запобігання утопленням (A/RES/75/273)
- 28 липня — Всесвітній день боротьби з гепатитом (ВООЗ)
- 30 липня — Міжнародний день дружби (A/RES/65/275)
- 30 липня — Всесвітній день боротьби з торгівлею людьми (A/RES/68/192)

## Серпень
- 9 серпня — Міжнародний день корінних народів світу (A/RES/49/214)
- 12 серпня — Міжнародний день молоді (A/RES/54/120)
- 19 серпня — Всесвітній день гуманітарної допомоги (A/RES/63/139)
- 21 серпня — Міжнародний день пам'яті і поминання жертв тероризму (A/RES/72/165 2017)
- 22 серпня — Міжнародний день пам'яті жертв актів насильства на основі релігії чи переконань (A/RES/73/296)
- 23 серпня — Міжнародний день пам'яті про работоргівлю та її ліквідації (ЮНЕСКО) (UNESCO 29 C/Resolution 40)
- 29 серпня — Міжнародний день дій проти ядерних випробувань (A/RES/64/35)
- 30 серпня — Міжнародний день жертв насильницьких зникнень (A/RES/65/209)

## Вересень
- 5 вересня — Міжнародний день благодійності (A/RES/67/105)
- 7 вересня — Міжнародний день поліцейського співробітництва (A/RES/77/241)
- 7 вересня — Міжнародний день чистого повітря для блакитного неба (A/RES/74/212)
- 8 вересня — Міжнародний день грамотності (ЮНЕСКО) (UNESCO 14 C/Resolution 1.441)
- 8 вересня — Міжнародний день захисту освіти від нападів (A/RES/74/275)
- 10 вересня — Всесвітній день запобігання самогубствам (ВООЗ)
- 12 вересня — День співпраці Південь-Південь (A/RES/58/220)
- 15 вересня — Міжнародний день демократії (A/RES/62/7)
- 16 вересня — Міжнародний день охорони озонового шару (A/RES/49/114)
- 17 вересня — Всесвітній день безпеки пацієнтів (ВООЗ)
- 18 вересня — Всесвітній день рівної оплати праці (A/RES/74/142)
- 21 вересня — Міжнародний день миру (A/RES/36/67) (A/RES/55/282)
- 23 вересня — Міжнародний день жестових мов (A/RES/72/161)
- 26 вересня — Міжнародний день боротьби за повну ліквідацію ядерної зброї (A/RES/68/32)
- 27 вересня — Всесвітній день туризму (ЮНВТО)
- 28 вересня — Всесвітній день боротьби проти сказу (ВООЗ)
- 28 вересня — Міжнародний день загального доступу до інформації (A/RES/74/5)
- 29 вересня — Міжнародний день поширення інформації про продовольчі втрати та харчові відходи (A/RES/74/209)
- 30 вересня — Всесвітній день перекладу (A/RES/71/288)
- В останній тиждень вересня — Всесвітній день моря (Міжнародна морська організація)

## Жовтень
- 1 жовтня — Міжнародний день людей похилого віку (A/RES/45/106)
- 2 жовтня — Всесвітній день Хабітат (A/RES/40/202 A) (відзначається в перший понеділок жовтня)
- 2 жовтня — Міжнародний день ненасильства (A/RES/61/271)
- 5 жовтня — Всесвітній день учителів (ЮНЕСКО; UNESCO 27 C/INF.7)
- 7 жовтня — Всесвітній день бавовни (A/RES/75/318)
- 9 жовтня — Всесвітній день пошти (Всесвітній поштовий союз; UPU/1969/Res.C.11)[20]
- 10 жовтня — Всесвітній день психічного здоров'я (ВООЗ)[21]
- 11 жовтня — Міжнародний день дівчаток (A/RES/66/170)
- 13 жовтня — Міжнародний день зменшення небезпеки лих (A/RES/44/236) (A/RES/64/200)[22]
- Друга субота жовтня — Всесвітній день мігруючих птахів (ЮНЕП)
- 15 жовтня — Міжнародний день сільських жінок (A/RES/62/136)[23]
- 16 жовтня — Всесвітній день продовольства (ФАО) (A/RES/35/70)
- 17 жовтня — Міжнародний день боротьби з бідністю (A/RES/47/196)
- 20 жовтня — Всесвітній день статистики (A/RES/69/282) (відзначається кожні 5 років, починаючи з 2010 року)[24]
- 24 жовтня — Всесвітній день інформації про розвиток (A/RES/3038 (XXVII))[25]
- 24 жовтня — День Організації Об'єднаних Націй (A/RES/168 (II)) (A/RES/2782 (XXVI))
- 27 жовтня — Всесвітній день аудіовізуальної спадщини (ЮНЕСКО)[26]
- 31 жовтня — Всесвітній день міст (A/RES/68/239)[27]

## Листопад
- 2 листопада — Міжнародний день припинення безкарності за злочини проти журналістів (A/RES/68/163)
- 5 листопада — Всесвітній день поширення інформації про проблему цунамі (A/RES/70/203)
- 6 листопада — Міжнародний день запобігання експлуатації довкілля під час війни та збройних конфліктів (A/RES/56/4)
- 10 листопада — Всесвітній день науки за мир та розвиток (ЮНЕСКО; UNESCO 31 C/Resolution 20)
- 14 листопада — Всесвітній день боротьби з цукровим діабетом (ВООЗ) (A/RES/61/225)
- 16 листопада — Міжнародний день толерантності (A/RES/51/95; UNESCO 28 C/Resolution 5.61)
- Третій четвер листопада — Міжнародний день філософії (ЮНЕСКО; UNESCO 33 C/Resolution 37)
- 18 листопада — Всесвітній день запобігання актам сексуальної експлуатації дітей, жорстокому поводженню з ними та насильству щодо них та зціленню дітей, які постраждали від таких актів (A/RES/77/8)
- Третя неділя листопада — Всесвітній день пам'яті жертв дорожньо-транспортних пригод (A/RES/60/5) (ВООЗ) (відзначається в третю неділю листопада)
- 19 листопада — Всесвітній день туалету (A/67/L.75)
- 20 листопада — Всесвітній день дитини (A/RES/836 (IX))
- 20 листопада — День індустріалізації Африки (A/RES/44/237)
- 21 листопада — Всесвітній день телебачення (A/RES/51/205)
- 25 листопада — Міжнародний день усунення насильства проти жінок (A/RES/54/134)
- 29 листопада — Міжнародний день солідарності з палестинським народом (A/RES/32/40B)
- 30 листопада — День пам'яті всіх жертв застосування хімічної зброї (OPCW C-20/DEC.10)[28]

## Грудень
- 1 грудня — Всесвітній день боротьби зі СНІДом (WHA41/1988/REC/1)
- 2 грудня — Міжнародний день боротьби за скасування рабства
- 3 грудня — Міжнародний день людей з інвалідністю (A/RES/47/3)
- 4 грудня — Міжнародний день банків (A/RES/74/245)
- 5 грудня — Міжнародний день добровольців в ім'я економічного і соціального розвитку (A/RES/40/212)
- 5 грудня — Всесвітній день ґрунтів (A/RES/68/232)
- 7 грудня — Міжнародний день цивільної авіації (ІКАО) (A/RES/51/33)
- 9 грудня — Міжнародний день пам'яті жертв злочину геноциду, вшанування їхньої людської гідності і попередження цього злочину (A/RES/69/323)
- 9 грудня — Міжнародний день боротьби з корупцією (A/RES/58/4)
- 10 грудня — День прав людини (A/RES/423 (V))
- 11 грудня — Міжнародний день гір (A/RES/57/245)
- 12 грудня — Міжнародний день нейтралітету (A/RES/71/275)
- 12 грудня — Міжнародний день загального охоплення послугами охорони здоров'я (A/RES/72/138)
- 18 грудня — Міжнародний день мігрантів (A/RES/55/93)
- 18 грудня — Міжнародний день арабської мови
- 20 грудня — Міжнародний день солідарності людей (A/RES/60/209)
- 27 грудня — Міжнародний день протиепідемічної готовності (A/RES/75/27)